# Cupa Mondială de Baschet Masculin din 2019 - Grupa N
Grupa N de la Cupa Mondială de Baschet Masculin din 2019 a fost o grupă pentru stabilirea clasamentului din cadrul Cupei Mondiale de Baschet Masculin din 2019 care și-a desfășurat meciurile la Wukesong Arena, Beijing. Echipele din această grupă sunt cele care s-au clasat pe ultimele două locuri din grupele preliminare Grupa C și Grupa D. Echipele au jucat contra celorlalte două echipă din cealaltă grupă. După ce toate meciurile au fost jucate, echipa de primul loc a fost clasată în zona locurilor 17-20, echipa de pe locul al doilea a fost clasată în zona locurilor 21-24, echipa de pe locul al treilea a fost clasată în zona locurilor 25-28, iar echipa de pe locul al patrulea a fost clasată în zona locurilor 29-32.

## Clasament
| Loc | Echipa   | MJ | V | Î | PM  | PP  | PD   | Pct |
| --- | -------- | -- | - | - | --- | --- | ---- | --- |
| 1   | Tunisia  | 5  | 3 | 2 | 377 | 386 | −9   | 8   |
| 2   | Iran     | 5  | 2 | 3 | 379 | 372 | +7   | 7   |
| 3   | Angola   | 5  | 1 | 4 | 350 | 435 | −85  | 6   |
| 4   | Filipine | 5  | 0 | 5 | 352 | 499 | −147 | 5   |

## Meciuri

### Angola vs. Iran
| 6 septembrie 2019 16:00 |

| Raport |

| Angola                                              | 62–71 | Iran                                               |
| Scorul pe sferturi: 17–19, 12–9, 16–20, 17–23       |       |                                                    |
| Pt: Morais 17 Rec: Moreira 7 Pase: patru jucători 2 |       | Pt: Nikkhah 21 Rec: Geramipoor 7 Pase: Yakhchali 4 |

### Tunisia vs. Filipine
| 6 septembrie 2019 20:00 |

| Raport |

| Tunisia                                        | 86–67 | Filipine                                              |
| Scorul pe sferturi: 27–10, 19–14, 21–15, 19–28 |       |                                                       |
| Pt: Abada 16 Rec: Mejri 12 Pase: Roll 4        |       | Pt: Blatche 24 Rec: Blatche 11 Pase: cinci jucători 2 |

### Tunisia vs. Angola
| 8 septembrie 2019 16:00 |

| Raport |

| Tunisia                                             | 86–84 | Angola                                         |
| Scorul pe sferturi: 31–20, 21–17, 15–28, 19–19      |       |                                                |
| Pt: Roll 21 Rec: Mejri, Romdhane 8 Pase: Romdhane 6 |       | Pt: Moreira 21 Rec: Moreira 9 Pase: Domingos 6 |

### Iran vs. Filipine
| 8 septembrie 2019 20:00 |

| Raport |

| Iran                                                      | 95–75 | Filipine                                     |
| Scorul pe sferturi: 30–24, 18–10, 27–16, 20–25            |       |                                              |
| Pt: Haddadi 19 Rec: Haddadi 7 Pase: Jamshidi, Yakhchali 5 |       | Pt: Bolick 15 Rec: Blatche 5 Pase: Blatche 5 |